# Werner Rohland
Werner Rohland (* 13. Dezember 1899 in Crimmitschau, Deutschland; † 3. Juni 1974 in Stuttgart-Bad Cannstatt, Deutschland) war ein deutscher Maler, Künstler und Buchdrucker.

## Leben und Werk
Werner Rohland machte eine Buchdruckerlehre im väterlichen Betrieb. Danach arbeitete er unter anderem in der Großdruckerei von C. H. Beck in Nördlingen und bildete sich autodidaktisch zum Maler aus. 1932 begann er als freier Künstler zu arbeiten. In den folgenden Jahren hielt er sich am Bodensee in Wasserburg, Konstanz und Maurach auf. Der Maler William Straube wurde sein Mentor. 1938 initiierte Rohland die Gründung der Künstlervereinigung „Konstanzer Malgruppe 1938“, der außer ihm Sepp Biehler, Elisabeth und Fritz Mühlenweg und Alexander Rihm angehörten. Er heiratete 1935 und ging 1939 in seine Heimat nach Sachsen zurück. 1943 wurde er zur Wehrmacht eingezogen und diente als Sanitäter.
Beim Luftangriff auf Dresden 1945 wurde sein gesamtes bisheriges Werk zerstört. Nach dem Krieg und einjähriger Kriegsgefangenschaft in Südfrankreich ging er wieder nach Crimmitschau und arbeitete künstlerisch. 
1947 hatte er im Städtischen Museum Zwickau eine Einzelausstellung mit 132 Zeichnungen und Aquarellen. Er war 1947 auf der „Kunstausstellung westsächsischer Künstler“ im Stadt- und Heimatmuseum Glauchau und 1948 auf der 3. Ausstellung Erzgebirgischer Künstler in Freiberg vertreten. Er ließ sich dann in Tiefenbach am Federsee nieder und nahm am Kunstleben in Oberschwaben teil. Anfang der 1950er Jahre wurde er Mitglied der Stuttgarter Neuen Sezession und bewegte sich im Kreis um Alfred Wais und Manfred Henninger. Bevorzugt malte er Motive seiner ihm vertrauten Umgebung. Dazu gehörten Landschaften, Innenräume, Figurenbilder und Stillleben.